# Gagea azutavica
Gagea azutavica là một loài thực vật có hoa trong họ Liliaceae. Loài này được Kotukhov miêu tả khoa học đầu tiên năm 1989.